# Papiro Oxirrinco 3522

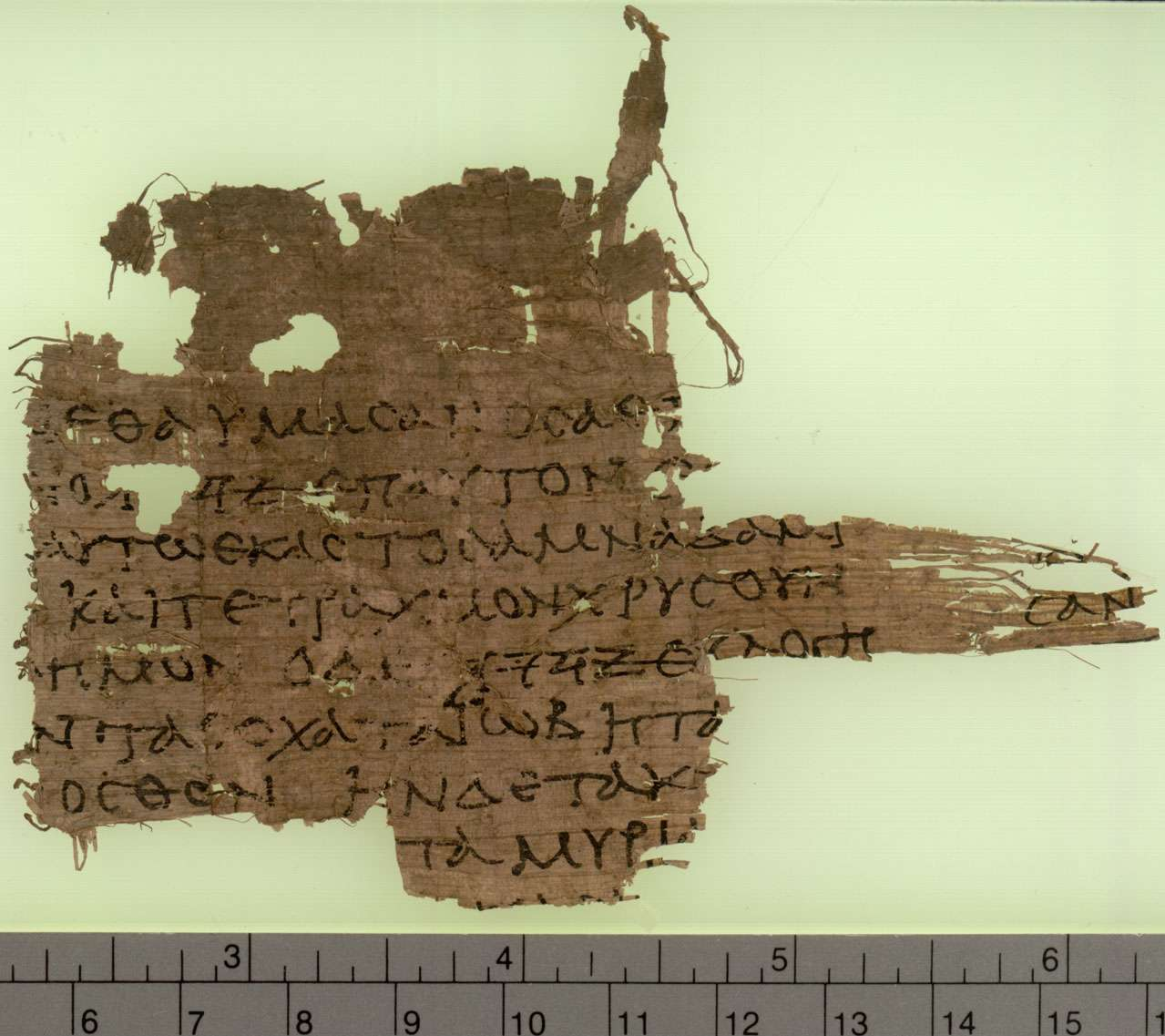
Papiro LXX Oxirrinco 3522

El Papirus LXX Oxyrhynchus 3522, abreviado como P.Oxy.L 3522 – es un pequeño fragmento de la Septuaginta griega escrita en papiro, en forma de rollo. Este es uno de los manuscritos descubiertos en Oxirrinco, se ha catalogado con el número 3522. Paleográficamente ha sido fechado al siglo I a. C.. El fragmento contiene Job 42,11-12. Este contiene el tetragrámaton para el nombre de Dios. Este es uno de los fragmentos de la Septuaginta que se conocen que presentan el nombre de Dios. El fragmento se publicó en el año 1983 por P. J. Parsons en The Oxyrhynchus Papyri (Los Papiros Oxirrinco), en la parte L (50).
El fragmento también se cataloga con el número 857 en la lista de manuscritos de la Septuaginta según la clasificación de Alfred Rahlfs, también como LDAB 3079.

## Texto griego
Texto griego según A. R. Meyer:
κ]αι εθαυμασαν οσα επ[ηγα

γε]ν ο 𐤉𐤄𐤅𐤄 επαυτον εδ[ωκε

δε ]αυτω εκαστος αμναδα μι

αν] και τετραχμον χρυσουν

α]σημον ο δε 𐤉𐤄𐤅𐤄 ευλογη

σ]εν τα εσχατα ϊωβ η τα [εμ

π]ροσθεν ην δε τα κτ[ηνη

αυτου προβα]τα μυρια[ τε : 232 

## Ubicación actual
Actualmente el manuscrito se guarda en la Sección de Papirología, en la Biblioteca Sackler ubicada en Oxford como  (P.Oxy.L 3522).